# Rain Framework
RainFramework est un framework applicatif web pour PHP5 qui implémente la structure MVC. Il est conçu pour être simple, rapide  et sécurisé.

## Fonctionnalités
Rain Framework est un framework MVC pour PHP. Il permet aux équipes de développeurs/designers de travailler sur chacune des tâches individuellement, car le but du framework est de découper le projet en couches. Les principales fonctionnalités de RAinFramework sont :
- Rapidité d'installation et de configuration
- Facile à apprendre
- Rapide et léger en utilisation mémoire
- Faible taille
- Sécurisé, il nettoie les données
- Extensible par des bibliothèques externes
- La séparation en couches simplifie le travail d'équipe
- WYSIWYG, les templates sont conçus avec des chemins relatifs
- Une communauté ouverte.

## Informations Techniques
Rain Framework utilise de nombreuses méthodes de développeurs très connues, comme  MVC, Singleton et Factory, et quelques technologies modernes comme :
- PHP5 Strict
- Bibliothèque  d'abstraction pour la base de données  utilisant SQL PDO
- un système de gabarits (templates) Raintpl

## Forces et faiblesses
- + Le code est simple à appréhender, donc évolutif.
- + L'équipe est réactive aux demandes.

- - La structure de fichiers a tendance à évoluer de version en version, ce qui rend les mises à jour complexes.
- - La documentation n'est pas complète au regard du code source.
- - Le projet évoluant assez vite, il reste quelques bugs par-ci par là (character encoding).